# Vallée de l'Ondenon, contreforts nord du Pilat
Vallée de l'Ondenon, contreforts nord du Pilat este o arie protejată (sit de importanță comunitară — SCI) din Franța întinsă pe o suprafață de 869,1 ha, integral pe uscat.

## Localizare
Centrul sitului Vallée de l'Ondenon, contreforts nord du Pilat este situat la coordonatele 45°26′46″N 4°26′46″E / 45.44611°N 4.44611°E.

## Înființare
Situl Vallée de l'Ondenon, contreforts nord du Pilat a fost declarat arie specială de conservare în baza directivei 92/43 din 1992 referitoare la conservarea habitatelor naturale și a faunei și florei sălbatice pentru a proteja 1 specie de animale.

## Biodiversitate
Situată în ecoregiunea continentală, aria protejată conține 13 habitate naturale: Pajiști uscate europene, Pajiști uscate seminaturale și facies de acoperire cu tufișuri pe substraturi calcaroase (Festuco-Brometalia) (* situri importante pentru orhidee), Pajiști cu Molinia pe soluri calcaroase, turboase sau argilos-nămoloase (Molinion caeruleae), Liziere de ierburi înalte hidrofile de câmpie și de nivel montan până la alpin, Păduri de fag Asperulo-Fagetum, Păduri de stejar sau de stejar și carpen sub-atlantice și medio-europene de Carpinion betuli, Păduri aluvionare cu Alnus glutinosa și Fraxinus excelsior (Alno-Padion, Alnion incanae, Salicion albae), Formațiuni montane de Cytisus purgans, Formațiuni ierboase bogate în specii de Nardus, dezvoltate pe substraturi silicioase în zone montane (și în zone submontane, în Europa continentală), Păduri de fag acidofile atlantice, cu subarboret de Ilex și, uneori, de asemenea, Taxus, la nivelul arbuștilor (Quercion robori-petraeae sau Ilici-Fagenion), Fânețe de joasă altitudine (Alopecurus pratensis, Sanguisorba officinalis), Lacuri eutrofice naturale cu vegetație de tip Magnopotamion sau Hydrocharition, Fânețe montane.
La baza desemnării sitului se află o specie protejată de  nevertebrate: croitorul mare al stejarului (Cerambyx cerdo).
Pe lângă speciile protejate, pe teritoriul sitului au mai fost identificate 14 specii de plante, 8 specii de păsări, 1 specie de mamifere, 2 specii de nevertebrate.